# تئودور دلریمپل
تئودور دَلریمپِل (به انگلیسی: Theodore Dalrymple (‎/dælˈrɪmpəl/‎)؛ زادهٔ ۱۱ اکتبر ۱۹۴۹ کنزینگتون) با نام اصلی آنتونی مالکوم دانیلز منتقد فرهنگی، پزشک و روانپزشک زندان، همچنین نویسنده و روزنامه‌نگار اهل بریتانیا است. او در انتهای شرقی لندن و همچنین تعدادی از کشورهای جنوب صحرای آفریقا به‌کار مشغول‌بود. قبل از بازنشستگی در سال ۲۰۰۵، وی در بیمارستان بیرمنگام و زندان وینسون گرین در بیرمنگام کار می‌کرد.
دانیلز یکی از سردبیران همکار در سیتی ژورنال است که توسط مؤسسه تحقیقات سیاست منهتن منتشر می‌شود. علاوه بر سیتی ژورنال، کارهای او در بریتیش مدیکال ژورنال، تایمز، آبزرور، دیلی تلگراف، اِسپِکتِیتور، سالزبری ریویو، نشنال ریویو، نیو انگلیش ریویو، وال‌استریت ژورنال و اَکسِس مگزین منتشر شده‌اند.
همچنین او کتاب‌هایی را به رشتهٔ تحریر درآورده که از آن جمله می‌توان به؛ زندگی در پایین: جهان‌بینی‌ای که طبقۀ محروم را شکل می‌دهد، آنچه از فرهنگ ما به‌جای مانده و نازپروردهٔ لوس: آیین مسموم احساساتی‌گری اشاره‌نمود.
دانیلز در نوشته‌های خود مدام استدلال می‌کند که دیدگاه‌های لیبرال و ترقی‌خواه اجتماعی که در محافل روشن‌فکری غربی رایج است، مسئولیت اخلاقی افراد را نسبت به عملکرد خود به حداقل می‌رسانند و آداب و رسوم سنتی را تضعیف می‌کنند و این امر موجب شکل‌گیری یک طبقهٔ محروم در کشورهای مرفهی که از خشونت بومی، جرم، بیماری‌های مقاربتی، وابستگی بهزیستی و سوءمصرف مواد مخدر رنج می‌برند، می‌شود. بیشتر نوشته‌های دلریمپل بر اساس تجربهٔ کار با مجرمان و بیماران روانی است.
در سال ۲۰۱۱، دلریمپل جایزهٔ آزادی را از اندیشکدهٔ لیبرا واقع در فلاندر، دریافت کرد. همچنین او داور جایزه بقراط برای شعر و پزشکی در سال ۲۰۱۳ بود.

## زندگی
دانیلز در کنزینگتون لندن متولد شد. پدرش یک تاجر کمونیست روسی‌تبار بود، درحالی‌که مادر یهودی وی در آلمان متولد شده‌ و به‌عنوان پناهندهٔ رژیم نازی، به انگلستان آمده‌بود. پدربزرگ او در طول جنگ جهانی اول به‌عنوان سرگرد در ارتش آلمان خدمت می‌کرد.
کار وی به عنوان پزشک، او را به رودزیای جنوبی (زیمبابوه کنونی)، تانزانیا، آفریقای جنوبی و جزایر گیلبرت (کیریباتی کنونی) کشاند. وی در سال ۱۹۹۰ به انگلستان بازگشت و در لندن و بیرمنگام به‌کار مشغول شد.
در سال ۱۹۹۱، با نام تئودور دلریمپل در تلویزیون انگلیس حضور پیدا کرد. در ۲۳ فوریه، او در قسمتی از مجموعهٔ تلویزیونی بعد از تاریکی به‌نام «زندان‌ها: هیچ راهی برای خروج نیست» در کنار تبه‌کار سابق تونی لامبریانو، روزنامه‌نگار و نویسندهٔ یونانی تاکی تئودوراکوپولوس و شرکت‌کنندگانی دیگر، به مباحثه پرداخت.
در سال ۲۰۰۵ به‌عنوان روان‌پزشک بازنشسته شد. او خانه‌هایی در بریج‌نورث، شروپ‌شر و همچنین خانه‌ای در فرانسه دارد.

### اعتقادات دینی
او یک خداناباور است، اما خداستیزی را مورد انتقاد قرارداده و می‌گوید؛ نادیده‌گرفتن دین، به معنای نادیده‌گرفتن تمدن و بناهای تاریخی، دستاوردها و میراث آن است.
وی که در یک خانوادهٔ غیرمذهبی یهودی بزرگ شده‌بود، از نه سالگی در وجود خدا تردید کرد. او ایمان خود را حین انجام مراسم مذهبی در مدرسه از دست داد. دانیلز دراین‌باره می‌گوید: اولین‌بار در حدود نه سالگی به وجود خدا شک‌کردم. در مراسم نیایش صبحگاهی بود که ایمانم را از دست دادم. به ما این‌گونه گفته‌شده‌بود که اگر هنگام دعا چشمانمان را باز کنیم خدا سالن اجتماعات را ترک می‌کند. من می‌خواستم این فرضیه را آزمایش کنم. اگر ناگهان چشم‌هایم را باز می‌کردم، می‌توانستم با نگاهی اجمالی خداوند در حال فرار را ببینم. اما آنچه دیدم مدیر مدرسه بود؛ با چشمی بسته دعا می‌خواند و با چشمی دیگر بچه‌ها را می‌پایید. خیلی زود به این نتیجه رسیدم که آقای کلینتون خود به آنچه که ما را به اعتقاد به آن فرامی‌خواند، باور نداشت و اگر او این اعتقاد را نداشت، چرا من باید به خدای او ایمان داشته باشم؟ اعتقادات و باورهای ما غالباً در این حفره‌های منطقی شکل‌می‌گیرند و در ادامهٔ زندگی (اگر اطلاعات کافی کسب شود) با منطق و بررسی بیشتر توجیه می‌شوند و نظم می‌گیرند.

## نویسندگی
دانیلز از اوایل دهه ۱۹۸۰ ارسال مقالات خود را برای اسپکتیتور آغازکرد. اولین اثر منتشر شدهٔ او در مجله، با عنوان «کمی از یک افسانه»، در اوت ۱۹۸۳ و با امضای «اِی. ام. دانیلز» به‌چاپ رسید. چارلز مور در سال ۲۰۰۴ نوشت؛ «تئودور دلریمپل که بعدها با نام مستعار دیگری به نوشتن ادامه داد، تنها نویسنده‌ای است که مقالات پیشنهادی او را منتشر می‌کنم». مور اضافه می‌کند: پس از بازگشت دانیلز به انگلستان بود که آنچه را به واقع رفتار نامتمدنانه می‌خواند، مشاهده نمود. غرق‌شدن در لذت‌جویی فاقد معنا و ایجاد فرهنگ وابستگی که در حقیقت، اتکای خانواده‌ها به کمک‌های دولت رفاه بود. مور سپس دانیلز را وقایع‌نگار بی‌همانند این عرصه و فرهنگ می‌خواند. بین سال‌های ۱۹۸۴ تا ۱۹۹۱ دانیلز مقالاتی را با نام مستعار ادوارد ثیبرتون در اسپکتیتور منتشرکرد.
دانیلز نوشته‌های بسیاری در حوزه‌های فرهنگ، هنر، سیاست، آموزش و پزشکی دارد که در آن‌ها اغلب از تجربیاتی که در آفریقا و انگلستان به‌عنوان پزشک و روانپزشک داشته، سود جسته‌است. نوئل مالکوم مورخ، شرح مکتوب دانیلز از تجربیات خود در زندان و بیمارستان عمومی بیرمنگام را «طلای روزنامه‌نگاری» توصیف کرده‌است.
دانیل هانان در سال ۲۰۱۱ نوشت که دلریمپل «دربارهٔ مقاله‌های کستلر و هنر مذهبی اتیوپی و نظریهٔ بازگشت ابدی نیچه می‌نویسد؛ موضوعاتی که در انگلیس، عموماً به چهره‌های معتبر چپ میانه‌رو که در استارت دِ ویک و نیوزنایت ریویو حضور دارند، اختصاص دارد. بدشانسی تئودور این است که او در محدوده‌ای فراتر از گسترهٔ ذهنی اغلب ویراستاران سفارش‌دهنده، قلم فرسایی می‌کند».
زندگی در پایین: جهان‌بینی‌ای که طبقۀ محروم را شکل می‌دهد، مشتمل بر مجموعه مقالاتی بود که در سال ۲۰۰۱ به صورت کتاب منتشر شد. مقالاتی که مؤسسهٔ منهتن برای اولین بار در سال ۱۹۹۴ در سیتی ژورنال شروع به چاپ کرده‌است، به موضوعاتی مانند مسئولیت شخصی، طرز فکر کلی جامعه و مشکلات طبقهٔ محروم می‌پردازد. دلریمپل به‌عنوان بخشی از تحقیقات خود برای این کتاب، با بیش از ۱۰ هزار نفر که اقدام به خودکشی کرده‌بودند، به مصاحبه پرداخت.
آنچه از فرهنگ ما به‌جای مانده: اقشار برخوردار و اقشار عادی، منتشرشده در سال ۲۰۰۵، مجموعهٔ دیگری از مقاله‌ها است که وی در آن معتقداست، رهاکردن سنت‌ها و آرمان‌های فرهنگی توسط طبقه متوسط، باعث شکل‌گیری مسائلی همچون؛ رواج رفتار نامتمدنانه و بروز جهلی پرخاشگرایانه در بین فقرا شده‌است. او در این کتاب چهره‌ها و مضامین متنوعی را از جمله؛ شکسپیر، مارکس، ویرجینیا وولف، بیابان غذایی و سوءتغذیهٔ ارادی قشرها بی‌بضاعت، ابتذال تفریحی و قانونی‌شدن مصرف مواد مخدر، بررسی می‌کند. یکی از مقاله‌های این کتاب، «وقتی اسلام ناکارآمد می‌شود» توسط دیوید بروکس در نیویورک تایمز یکی از مهم‌ترین مقاله‌های سال ۲۰۰۴ لقب‌گرفت.
در سال ۲۰۰۹، ماندِی بوکز، ناشر بریتانیایی دلریمپل، دو کتاب از او منتشرکرد. اولین با عنوان، نه با فریاد ولی با ناله، در اوت ۲۰۰۹ به‌چاپ رسید. این کتاب با کتاب دیگری به همین نام در ایالات متحده، متفاوت است. هرچند برخی از مقاله‌های نویسنده در هر دو کتاب آمده‌است. ماندی بوکز در اکتبر همان سال، نظر دوم را منتشر کرد، مجموعه دیگری از مقالات دلریمپل که این‌بار تنها به کار او در بیمارستان و زندانی در انگلیس می‌پرداخت.
نازپروردهٔ لوس: آیین مسموم احساساتی‌گری[رک] موفق‌ترین کتاب دانیلز، توسط انتشارات گیبسون اسکوئر در سال ۲۰۱۰ به‌چاپ رسید. این کتاب تجزیه و تحلیل می‌کند که چگونه احساساتی‌گری از نظر فرهنگی در جامعهٔ انگلیسی ریشه‌دوانیده و دارای اثرات مضر جدی است. او در سال ۲۰۱۱، کتاب «زباله: آنچه از فرهنگ ما باقی مانده» را منتشر کرد و به دنبال آن لذت تفکر (۲۰۱۲)، تهدیدهای درد و فلاکت (۲۰۱۴) و چند کتاب دیگر را به‌چاپ رساند.
دنیس داتون، سردبیر مجلهٔ آرتز اند لترز دیلی، دانیلز را «اورول زمان ما» خواند.

### نام ادبی
دانیلز در مورد انتخاب نام مستعار «تئودور دلریمپل» برای خود، نوشت؛ «او نامی را برگزید که درخور حال پریشانش باشد، همچو پیرمردی مبتلا به نقرس که از پنجرهٔ کلوپی در لندن به بیرون خیره شده و با شرابی در دست، از انحطاط دنیا افسوس می‌خورد».
دانیلز از نام‌های مستعار دیگری نیز استفاده‌کرده، به‌ویژه ادوارد ثیبرتون و ثِرزدی سیگوا. وی با نام ادوارد ثیبرتون برای اسپکتیتور، مقالاتی را از کشورهای آفریقایی از جمله موزامبیک نوشت. او هنگام نوشتن جمهوری فلسفه که هجونامه‌ای است دربارهٔ تانزانیا در دورهٔ ژولیوس نایرره، از نام «ثرزدی سیگوا» استفاده کرد. ممکن‌است وی از نام‌های مستعار دیگری نیز استفاده کرده‌باشد.

## رابطهٔ احساساتی‌گری و خشونت
دانیلز واکنش‌های هیجان‌زدهٔ برآمده از احساسات[رک] را تقبیح نموده و آن را بستری برای بروز خشونت می‌داند. به‌عنوان مثال در مقالهٔ «سنگدلی در غیاب مهربانی: احساساتی‌گری[رک] و خشونت دو روی یک سکه» پس از اشاره به داستان کشته‌شدن بچه زرافه‌ای به نام ماریوس در باغ‌وحش کپنهاگ و پیامدهای آن، به مسئله پرداخته و می‌گوید:
یکی از دوستداران حیوانات که از نحوهٔ برخورد با ماریوس عصبانی شده بود، نوشت که کودکان کارکنان باغ وحش باید به سرطان مبتلا شوند یا کشته شوند. صرف‌نظر از حقوق حیوانات و نادرستی رفتار باغ وحش، این آرزو که فرزندان کارکنان باغ وحش باید بمیرند ارتباط نزدیک بین احساسات و وحشیگری را آشکار می‌کند، این‌ها دو روی یک سکه هستند. باورش دشوار است که اگر باغ وحش با مثلاً یک گراز یا کفتار به همین ترتیب عمل می‌کرد، چیزی شبیه همان واکنش برانگیخته می‌شد. زرافه با همدردی انسان روبرو می‌شود زیرا چهره‌ای معصوم و زیبا دارد و بیش از هر چیز چشمان قهوه‌ای بزرگ و مژه‌های بلندش تاثیرگذارند.
احساساتی بودن در بعضی از افراد غالباً با خشم وحشیانه و بدون ترحم نسبت به دیگران همراه است. احساسات اغلب بی‌رحم هستند و احساسات بی رحم، نکته‌ای است که باید به خاطر سپرد.

## مضامین
نوشته‌های دانیلز مضامین مشابهی دارند.
- در کشورهای غربی، علت بسیاری از بدبختی‌های معاصر – جرم و جنایت، خشونت خانگی، اعتیاد به مواد مخدر، جوانان پرخاشگر، اوباشگری، خانواده‌های فروپاشیده – رفتار نیهیلیستی، انحطاطی، یا خودآسیب‌رسان افرادی است که نمی‌دانند چگونه زندگی کنند. کم‌تر نشان‌دادن اثر این مشکلات رفتاری یا استفاده از روش‌های پزشکی برای حل مشکلاتی که به عنوان نتیجه این رفتار بروز می‌کنند، هر دو از اَشکال بی‌اعتنایی هستند. لازم‌است کسی با صبر و حوصله و با درکی از جزئیات قضیه، به این افراد بگوید که آن‌ها باید زندگی متفاوتی را درپیش‌بگیرند.[۳۹]
- فقر، رفتار پرخاشگرانه، مجرمانه و خودآسیب‌رسان را توجیه نمی‌کند. در یک محلهٔ فقیرنشین آفریقا، فقرایی را می‌بینید که در شرایط وحشتناک زندگی می‌کنند، با وقار و نجابت بسیار، آنچه را که با تاسف بسیار، در میان ساکنان یک حومهٔ شهریِ با سطح متوسط در انگلستان، نمی‌توان دید، اگرچه ساکنان آن بسیار ثروتمندتر هستند.[۴۰]
- آن حالت قدرشناس بودن و نسبت به دیگران تعهد داشتن، با نگرش؛ آگاهی از «حقوق» خویش و احساس استحقاق آن‌هم بدون داشتن مسئولیتی در قبال آن، جایگزین‌شده‌است که به دنبال خود پیامدهای هراس‌انگیزی دارد. این امر منجر به رنجش می‌شود زیرا حقوق اشخاص توسط والدین، مسئولین امور، بوروکراسی‌ها و به‌طور کلی توسط سایرین، نقض می‌شوند.[۴۱]
- یکی از مواردی که موجب جذابیت اسلام برای مردان جوان غربی مسلمان می‌شود، فرصتی است که برای تسلط بر زنان به‌دست می‌آورند.[۴۲]
- در مواردی که طبیعت انسان دلیل اصلی مشکلات اوست، استفاده از راه‌حل‌های تکنوکراتیک یا بوروکراتیک فاجعه ایجادمی‌کند.
- این مطلب که؛ هنگام ترک یک‌بارهٔ اعتیاد به مواد افیونی همچون هروئین، درد ترک‌اعتیاد عملاً غیرقابل تحمل است، بیشتر شبیه افسانه می‌ماند، در واقع چندان بدتر از آنفولانزا نیست.[۴۳][۴۴]
- در بیشتر مواقع؛ اعتیاد به مواد مخدر نیست که باعث بروز جرم و جنایت می‌شود بلکه این جرم و جنایت است که موجب گرایش به مصرف مواد مخدر می‌گردد.
- دانیلز واکنش‌های احساساتی هیجان‌زده[رک] که در جامعهٔ انگلیس در حال ریشه‌دواندن است را «زاینده و پرورانندهٔ» خشونت می‌داند.[رک][۴۵][۳۷]
- علی‌رغم ادعای افرادی که با قضاوت براساس عقاید مخالفند و ارزش برابر برای تمام عقاید قائل هستند، فرهنگ فاخر و ذوق زیباشناسی ناب ارزش دفاع داشته و نسبت به فرهنگ عامه برتری دارند.[۴۶][۴۷][۴۸] آنچه لازم‌است بالابردن سلیقهٔ عمومی است.[۴۶]
- از ایدئولوژی دولت رفاه برای کاهش مسئولیت شخصی استفاده می‌شود. ازبین‌رفتن مسئولیت شخصی، افراد را به نهادها وابسته می‌کند و به موجودیت یک طبقهٔ محروم تهدیدکننده و آسیب‌پذیر، کمک می‌کند.
- نسبی‌گرایی اخلاقی به‌راحتی می‌تواند یک ترفند ذهن خودخواهانه، برای خاموش‌کردن صدای وجدان باشد.[۴۹]
- چند فرهنگی و نسبی‌گرایی فرهنگی با عقل سلیم در تضاد است.[۵۰]
- کاهش رفتارهای متمدنانه همچون؛ خویشتنداری، حجب و حیا، جان‌فشانی و فروتنی، موجب نابودی زندگی شخصی و اجتماعی می‌شود.[۵۱]
- علت اصلی فقر فرهنگی معاصر ما عدم صداقت روشنفکری است. نخست این‌که؛ روشنفکران (به‌طور مشخص، چپ‌گرایان) بنیان فرهنگ را از بین برده‌اند. دوم این‌که؛ آن‌ها با پنهان شدن در پشت نزاکت سیاسی از پذیرش آن سر باز می‌زنند.